# Valdencín
Valdencín es un pueblo español, en la provincia de Cáceres, comunidad autónoma de Extremadura.

## Historia

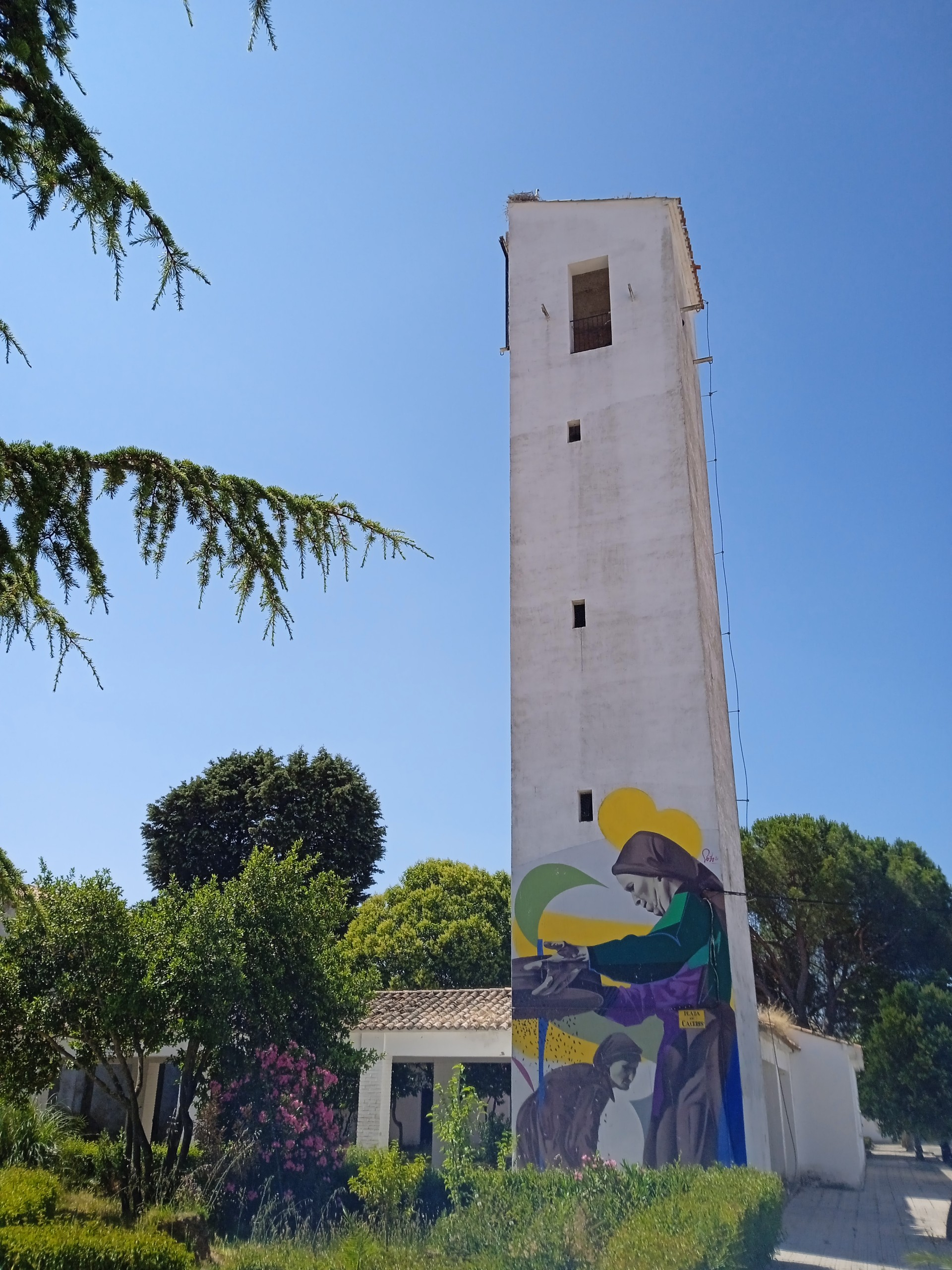
Torre exenta al lado de la iglesia de Valdencín con mural relativo a la población original.

Fue fundada en los años 60 como poblado de colonización dentro del plan de regadío de las vegas del río Alagón, debe su nombre al valle y arroyo del Encín situado en los aledaños de la población.
Valdencín surge, igual que otros pueblos de la geografía española, como fruto de un momento político y económico de la historia contemporánea de España. Ese momento no es otro que las décadas de los años 50 y 60, cuando se pone en marcha a través del Instituto Nacional de Colonización (posteriormente denominado IRYDA, Instituto de Reforma y Desarrollo Agrario) una política colonizadora basada en la redistribución de zonas regables y la creación de nuevos núcleos urbanos. Para ello se impulsó una política hidráulica, ya iniciada anteriormente, para crear canales y acequias que convirtieran las tierras en zonas aptas para los cultivos de regadío.
De este modo, el medio se fue transformando a la par que sus nuevos habitantes llegaron, procedentes  en su mayoría de Torrejoncillo.

## Demografía
En la actualidad, Valdencín cuenta con 382 habitantes.
Evolución de la población de Valdencín:
| 436 | 424 | 422 | 404 | 400 | 395 | 376 | 377 | 382 |

## Transportes
Dos caminos rurales conectan el pueblo con la carretera provincial CC-29.2, que une Torrejoncillo con Holguera. Por el este, se puede coger el camino de Riolobos para acceder a la autovía EX-A1 a la altura de El Batán a través de la carretera provincial CC-5.4.

## Servicios públicos

### Educación
La escuela del pueblo está integrada en el CRA Entre Canales de Holguera.

### Sanidad
El pueblo cuenta con un consultorio local en la calle Trujillo.

## Patrimonio
Iglesia parroquial católica bajo la advocación de Santa Teresa, en la diócesis de Coria, a cargo del párroco de Holguera. Construida en 1969.

## Cultura
En esta localidad surgió la Asociación Bellota Rock, entidad sin ánimo de lucro que tiene como objetivo fomentar la música en la zona. 
Desde 2016 se lleva realizando el Bellota Rock Fest, festival que ha ido creciendo año a año y que ofrece un fin de semana con multitud de actividades y conciertos y que cada año acerca al pueblo a personas de toda la geografía española.
El tercer fin de semana de julio tienen lugar sus fiestas de verano, con verbenas, actividades y festejos taurinos.